# 倉吉ラジオ中継局
倉吉ラジオ中継局（くらよしラジオちゅうけいきょく）は、鳥取県倉吉市にあるNHK鳥取放送局と山陰放送のAMラジオ放送中継局の総称。なお、正式名称はNHKに限り「倉吉ラジオ放送所」。

## 概要
- 当地には、NHK鳥取放送局と山陰放送が中継局を置いており、鳥取県中部へ向けて電波を発射している。

## 中継局所在地
- NHK…倉吉市北野814番地
- BSS…倉吉市和田東町

## 中継局概要
| 周波数 （kHz） | 放送局名     | コールサイン | 空中線電力 | 放送対象地域   | 放送区域内世帯数 |
| -------------- | ------------ | ------------ | ---------- | -------------- | ---------------- |
| 1026           | NHK 鳥取第1  | なし         | 100W       | 鳥取県         | -                |
| 1359           | NHK 鳥取第2  | なし         | 100W       | 全国           | -                |
| 1557           | BSS 山陰放送 | なし         | 100W       | 鳥取県・島根県 | -                |

- かつてNHK倉吉第1放送にはJOLSのコールサインがつけられていた[要出典]（現在[いつ?]は廃止）。